# トレヴァー・ブルッキング
サー・トレヴァー・デイヴィッド・ブルッキング CBE（Sir Trevor David Brooking, CBE, 1948年10月2日 - ）は、イングランド出身のサッカー選手。現役引退後は指導者、解説者に転身し、現在はFAの育成部門でダイレクターを務めている。
選手としてのキャリアの大半をウェストハム・ユナイテッドで送り、1975年と1980年の2度のFAカップ優勝を経験した。1980年の決勝ではその試合で唯一となるゴールを記録している。クラブの年間最優秀選手に5度選出され、2003年には監督代行を務めた。イングランド代表では47試合に出場し、5ゴールを記録している。
1981年に大英帝国勲章（MBE）を受勲し、1999年にコマンダーへ位階が上がり、2004年にはナイトを叙された。2009年にはアップトン・パークにブルッキングの名を冠したスタンドが設けられた。現役引退後は多くの試合中継で解説者を務め、サッカーとスポーツの発展にも貢献してきた。

## 生い立ち
ブルッキングはバーキングにある産婦人科で母マーガレットと父、ハリーの名で知られているヘンリー・チャールズの間に生まれた。父はロンドン警視庁の警察官であった。ブルッキングはリップル小学校からイルフォード・カウンティ高校へ進み、11科目のOレベルと2科目のAレベルのGCE試験に合格した。ブルッキングは9歳だった1958年4月19日に初めて父にアップトン・パークへ連れられ、ウェストハム・ユナイテッド対リヴァプールの試合を観戦した。
15歳の時にトッテナム・ホットスパーとチェルシーの練習に参加したが、ウェストハムの監督であったロン・グリーンウッドとスカウトのウォーリー・セント・ピアもその様子を見ていた。ウェストハムに加えトッテナムとチェルシーの3クラブから練習生契約の提示を受けたが、ウェストハムだけがブルッキング自身の学業修了まで学校に在籍することを認めたため、1965年7月24日に練習生契約を結んだ。チェルシーの監督であったトミー・ドチャーティは500ポンドの契約金と自動車のプレゼントを両親に提案したが、ブルッキングの両親は首を縦に振らなかった。

## クラブ経歴
ブルッキングは1967年8月29日にターフ・ムーアで行われ、3-3で引き分けたバーンリー戦で右サイドのブライアン・ディアーと交代で出場し、デビューを飾った。初ゴールは1967年12月26日に行われ、4-2で勝利したアウェイのレスター・シティ戦で記録している。
1年目のシーズンは28試合に出場し、9ゴールを記録した。2年目のシーズンは37試合の出場で8ゴールを記録し、1968年4月6日に行われたニューカッスル・ユナイテッド戦ではキャリアで唯一となるハットトリックを達成した。3シーズン目の1969年の12月に行われたノッティンガム・フォレスト戦では足首を剥離骨折し、クラブはブルッキングの穴埋めとしてシェフィールド・ウェンズデイから90,000ポンドでピーター・ユースタスを獲得した。復帰には予想されたよりも多くの時間を要し、ブルッキングは引退も視野に入れたが、マーティン・ピーターズがトッテナムへ移籍した1970年の3月に復帰し、中盤のレギュラーポジションを掴んだ。1971-72シーズンに新規加入選手のトミー・テイラーにポジションを脅かされると、ブルッキング自身の希望により放出リストに名を連ねたが、ボビー・ムーアとアラン・スティーブンスのディフェンスラインが上手く機能せず、テイラーがポジションをディフェンスラインに移して以降は不動の存在としてプレイし、シーズン終了後にはクラブの年間最優秀選手に選ばれた。
1972-73シーズンにはダービー・カウンティの監督であったブライアン・クラフが目を付け、ブルッキングとムーアの2人に400,000ポンドで獲得オファーを出したが、グリーンウッドは2人の移籍を拒んだ。1974年にはビル・ニコルソンが監督を務めていたトッテナムから425,000ポンドでブルッキングにオファーが届いた。ブルッキングの自叙伝によると、ニコルソンは素晴らしい監督であるが、トッテナムでの監督キャリアは終焉を迎えつつあり、ニコルソンの後任について確信が持てなかったため、この移籍は実現しなかった。
1975年にはFAカップを獲得し、ブルッキングは2-1で勝利した4回戦の再試合であるスウィンドン・タウン戦で決勝ゴールを挙げるなどの活躍を見せた。1980年にも再びFAカップを制したが、ブルッキングは3回戦の再試合であるウェスト・ブロムウィッチ・アルビオン戦で決勝ゴールを記録し、決勝戦のアーセナル戦ではヘディングでその試合唯一となるゴールを記録するなどの活躍を披露し、優勝に貢献した。ブルッキングは1980-81シーズンのディヴィジョン2優勝メンバーであり、1975年のFAチャリティ・シールド、1976年のUEFAカップウィナーズカップ決勝、1980年のFAチャリティ・シールド、1981年のフットボールリーグカップ決勝の出場を経験している。
1984年5月18日に行われ、0-1で敗れたエヴァトン戦がウェストハムでの最後の出場となり、10番を背負ったブルッキングは公式戦647試合に出場し、102ゴールの成績を残した。ブルッキングより多くの試合に出場している選手はビリー・ボンズ、ボビー・ムーア、フランク・ランパード・シニアの3選手だけであり、1977年にはイングランド人の選抜チームを相手にテスティモニアルマッチが催された。
1985年4月28日に行われたウェアサイド・リーグのニューカッスル・ブルースターとカウンドンの試合にニューカッスル・ブルースターから招待を受け、飛行機代と報道によると500ポンドの出場給を受け取り、ゲスト出演した。
また、1985年にはコーク・シティに短期間所属し、2試合に出場した。

## 代表経歴
1974年4月3日に行われ、0-0で引き分けたポルトガル代表戦でA代表デビュー。通算で47キャップ5ゴールを記録しているが、主要大会への出場は2度だけである。
イタリアで開催されたEURO 1980の緒戦のベルギー代表戦にスターティングメンバーとして出場したが、1-1で引き分けると次戦のイタリア代表戦では出場機会を与えられず、チームは0-1で勝ち点を落とした。3戦目のスペイン代表戦でスターティングメンバーに戻ると、ブルッキングにとっては代表初ゴールとなるその試合の先制ゴールを記録し、チームの2-1の勝利に貢献した。
1982 FIFAワールドカップでは怪我の影響で出場機会は限られ、出場はセカンドラウンドのスペイン代表戦の1試合に留まった。その試合では63分にグレアム・リックスと交代で出場し、1本のシュートを放ったが、ルイス・アルコナーダのファインセーブに阻まれた。準決勝進出には勝利が必要であったが、試合は0-0の引き分けに終わり、イングランド代表はセカンドラウンドで敗退となり、これがブルッキングの代表における最後の出場となった。

## 監督経歴
2003年4月にグレン・ローダーが脳腫瘍で倒れ、しばらく現場からは離れていたブルッキングではあったが、ウェストハム・ユナイテッドからの監督代行のオファーを受け入れ、プレミアリーグ残留を争っていたウェストハムの3試合で指揮を執った。1試合目のマンチェスター・シティ戦はフレデリック・カヌーテのゴールにより1-0で勝利し、2戦目のチェルシー戦もパオロ・ディ・カーニオのゴールにより1-0で勝利したが、最終節のバーミンガム・シティ戦を2-2で引き分けた結果、チームの降格が決定した。42ポイントの勝ち点は降格したチームにおいてはこれまでで最も高い記録的なポイントであった。
ディヴィジョン1で迎えた2003-04シーズンの3試合を消化すると、ローダーは監督を解任され、ブルッキングは再び代行で監督を務めることになった。11試合で指揮を執ったが、敗北はアウェイのジリンガム戦の1試合だけであり、0-2で負けたその試合においてはジャーメイン・デフォーが退場処分を受けた。2003年10月にブルッキングの推薦により、アラン・パーデューが後任に就いた。

## プレイスタイル
元は右利きの選手であったが、左足も遜色なく使うことができた。攻撃的ミッドフィールダーのポジションを務め、正確なパスワークにより中盤を統率した。キャリアの始めは対戦相手にフィジカルで負けることも少なくなく、カーペットの販売で名を上げた起業家のシリル・ロードのファーストネームである「シリル」というニックネームをチームメイトに付けられ、監督であったロン・グリーンウッドには「いつも床で横になっているな」と言われていた。
また、スピードに欠けていたことから、チームのアメリカ合衆国ツアーで野球選手のブーグ・パウエルを観た後には「ブーグ」と呼ばれた。カードを受けることが少なく、審判への抗議も行わないフェアプレイ精神の持ち主であることから、 ジェラルド・ハーパーが上流階級の気品ある刑事を演じたテレビドラマ『ハドレー』放映後には「ハドレー」のニックネームで親しまれた。

## その他の活動

### メディア
1984年にBBCの解説者となり、ラジオとテレビの試合中継において解説者を務め、ハイライト番組である「マッチ・オブ・ザ・デイ」にも出演し、ワールドカップとUEFA欧州選手権の解説も担当した。また、『プロ・エヴォリューション・サッカー』シリーズの解説役も務めていた。

### サッカーの専門家として
1987年から1997年までスポーツとレクリエーションのための東部地方会議で委員を務め、1999年から2002年にかけてスポーツ・イングランドの会長を務めた。2004年1月にTheFAに入り、育成部門の統括をしている。イングランド代表監督の選考にも携わっており、スヴェン＝ゴラン・エリクソンの後任であるスティーブ・マクラーレン就任の際には深く関わった。2004年にスポーツへの貢献に対してナイトが叙された。

### パーソナルライフ
1970年6月にフィン人でオペアをしていたヒルッカと結婚し、コレットとウォーレンの2人の子どもを儲けた。
1970年に学生時代からの友人であるコリン・マッゴーワンと製本を行う会社、コルブロック・プラスチックス・リミテッドをエセックスのバジルドンに起こした。2001年にはエセックス大学から名誉博士号が贈られ、2014年には自叙伝『Trevor Brooking, My Life in Football』が出版された。

## 出場記録
| 所属クラブ                   | シーズン                   | ディヴィジョン  | リーグ | リーグ | FAカップ | FAカップ | リーグカップ | リーグカップ | その他 | その他 | 合計 | 合計   |
| 所属クラブ                   | シーズン                   | ディヴィジョン  | 出場   | ゴール | 出場     | ゴール   | 出場         | ゴール       | 出場   | ゴール | 出場 | ゴール |
| ---------------------------- | -------------------------- | --------------- | ------ | ------ | -------- | -------- | ------------ | ------------ | ------ | ------ | ---- | ------ |
| ウェストハム・ユナイテッド   | 1967-68                    | ディヴィジョン1 | 25     | 9      | 3        | 0        | 0            | 0            | 0      | 0      | 28   | 9      |
| ウェストハム・ユナイテッド   | 1968-69                    | ディヴィジョン1 | 32     | 7      | 2        | 0        | 3            | 1            | 0      | 0      | 37   | 8      |
| ウェストハム・ユナイテッド   | 1969-70                    | ディヴィジョン1 | 21     | 4      | 0        | 0        | 2            | 0            | 0      | 0      | 23   | 4      |
| ウェストハム・ユナイテッド   | 1970-71                    | ディヴィジョン1 | 19     | 2      | 0        | 0        | 1            | 0            | 0      | 0      | 20   | 2      |
| ウェストハム・ユナイテッド   | 1971-72                    | ディヴィジョン1 | 40     | 6      | 4        | 0        | 10           | 1            | 0      | 0      | 54   | 7      |
| ウェストハム・ユナイテッド   | 1972-73                    | ディヴィジョン1 | 40     | 11     | 2        | 0        | 2            | 0            | 0      | 0      | 44   | 11     |
| ウェストハム・ユナイテッド   | 1973-74                    | ディヴィジョン1 | 38     | 6      | 0        | 0        | 2            | 0            | 1      | 0      | 41   | 6      |
| ウェストハム・ユナイテッド   | 1974-75                    | ディヴィジョン1 | 36     | 3      | 8        | 1        | 3            | 1            | 3      | 0      | 50   | 5      |
| ウェストハム・ユナイテッド   | 1975-76                    | ディヴィジョン1 | 34     | 5      | 1        | 0        | 4            | 1            | 10     | 3      | 49   | 9      |
| ウェストハム・ユナイテッド   | 1976-77                    | ディヴィジョン1 | 42     | 4      | 2        | 0        | 3            | 0            | 0      | 0      | 47   | 4      |
| ウェストハム・ユナイテッド   | 1977-78                    | ディヴィジョン1 | 37     | 4      | 2        | 0        | 0            | 0            | 0      | 0      | 39   | 4      |
| ウェストハム・ユナイテッド   | 1978-79                    | ディヴィジョン2 | 21     | 2      | 1        | 0        | 0            | 0            | 0      | 0      | 22   | 2      |
| ウェストハム・ユナイテッド   | 1979-80                    | ディヴィジョン2 | 37     | 3      | 7        | 2        | 8            | 1            | 2      | 0      | 54   | 6      |
| ウェストハム・ユナイテッド   | 1980-81                    | ディヴィジョン2 | 36     | 10     | 3        | 0        | 7            | 0            | 6      | 0      | 52   | 10     |
| ウェストハム・ユナイテッド   | 1981-82                    | ディヴィジョン1 | 34     | 8      | 2        | 0        | 5            | 1            | 2      | 0      | 43   | 9      |
| ウェストハム・ユナイテッド   | 1982-83                    | ディヴィジョン1 | 1      | 0      | 0        | 0        | 0            | 0            | 0      | 0      | 1    | 0      |
| ウェストハム・ユナイテッド   | 1983-84                    | ディヴィジョン1 | 35     | 4      | 3        | 0        | 5            | 2            | 0      | 0      | 43   | 6      |
| 合計                         | 合計                       | 合計            | 528    | 88     | 40       | 3        | 55           | 8            | 24     | 3      | 647  | 102    |
| ニューカッスル・ブルースター |                            |                 |        |        |          |          |              |              |        |        |      |        |
| 1984-85                      | ウェアサイド・リーグ       | 1               | 0      | 0      | 0        | 0        | 0            | 0            | 0      | 1      | 0    |        |
| 合計                         | 合計                       | 1               | 0      | 0      | 0        | 0        | 0            | 0            | 0      | 1      | 0    |        |
| コーク・シティ               |                            |                 |        |        |          |          |              |              |        |        |      |        |
| 1985-86                      | リーグ・オブ・アイルランド | 2               | 0      | 0      | 0        | 0        | 0            | 0            | 0      | 2      | 0    |        |
| 合計                         | 合計                       | 2               | 0      | 0      | 0        | 0        | 0            | 0            | 0      | 2      | 0    |        |
| キャリア合計                 | キャリア合計               | キャリア合計    | 531    | 88     | 40       | 3        | 55           | 8            | 24     | 3      | 650  | 102    |

| イングランド代表 | イングランド代表 | イングランド代表 |
| 年               | 出場             | ゴール           |
| ---------------- | ---------------- | ---------------- |
| 1974             | 7                | 0                |
| 1975             | 1                | 0                |
| 1976             | 7                | 0                |
| 1977             | 4                | 1                |
| 1978             | 6                | 0                |
| 1979             | 8                | 0                |
| 1980             | 7                | 2                |
| 1981             | 4                | 2                |
| 1982             | 3                | 0                |
| 合計             | 47               | 5                |

### 代表におけるゴール
すべてA代表におけるゴール
| #  | 日付           | 開催地                                        | 対戦国         | スコア | 結果 | 大会                                            |
| -- | -------------- | --------------------------------------------- | -------------- | ------ | ---- | ----------------------------------------------- |
| 1. | 1977年11月16日 | ウェンブリー、ロンドン、イングランド          | イタリア       | 2–0    | 2–0  | 1978 FIFAワールドカップ予選                     |
| 2. | 1980年5月24日  | ハムデン・パーク、グラスゴー、スコットランド  | スコットランド | 2–0    | 2–0  | 1980 ブリティッシュ・ホーム・チャンピオンシップ |
| 3. | 1980年6月18日  | スタディオ・サン・パオロ、ナポリ、イタリア    | スペイン       | 1–0    | 2–1  | UEFA欧州選手権1980                              |
| 4. | 1981年6月6日   | ネープシュタディオン、ブダペスト、 ハンガリー | ハンガリー     | 1–0    | 3–1  | 1982 FIFAワールドカップ予選                     |
| 5. | 1981年6月6日   | ネープシュタディオン、ブダペスト、 ハンガリー | ハンガリー     | 2–1    | 3–1  | 1982 FIFAワールドカップ予選                     |

### 監督成績
| クラブ                                 | 就任          | 退任           | 戦績 | 戦績 | 戦績 | 戦績 | 戦績   |
| クラブ                                 | 就任          | 退任           | 試合 | 勝ち | 分け | 負け | 勝率 % |
| -------------------------------------- | ------------- | -------------- | ---- | ---- | ---- | ---- | ------ |
| ウェストハム・ユナイテッド（監督代行） | 2003年4月24日 | 2003年5月12日  | 3    | 2    | 1    | 0    | 066.67 |
| ウェストハム・ユナイテッド（監督代行） | 2003年8月24日 | 2003年10月20日 | 11   | 7    | 3    | 1    | 063.64 |
| 合計                                   | 合計          | 合計           | 14   | 9    | 4    | 1    | 064.29 |

## 獲得タイトル
ブルッキングは1981年に大英帝国勲章（MBE）を受勲し、1999年にコマンダーへ位階が上がり、2004年にはナイトを叙された。
- FAカップ：1974-75, 1979-80[38]
- UEFAカップウィナーズカップ準優勝：1975-76[38]
- フットボールリーグカップ準優勝：1980-81[38]
- フットボールリーグディヴィジョン2：1980-81[38]

### サー・トレヴァー・ブルッキング・スタンド

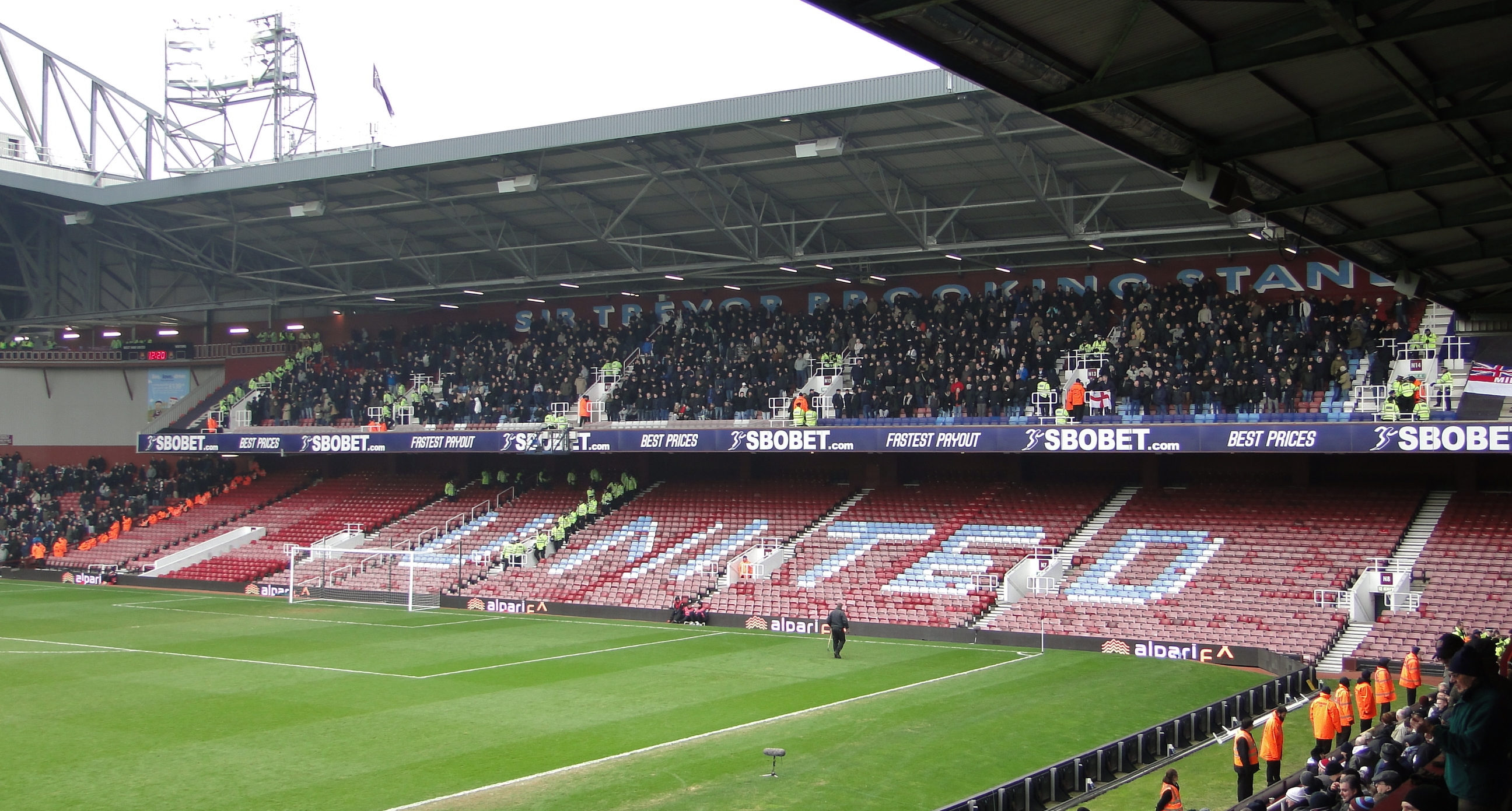
ミルウォールのファンが陣取るサー・トレヴァー・ブルッキング・スタンド

2009年にウェストハムは2009-10シーズンの開幕日である8月8日より、アップトン・パークのセンテナリー・スタンドをブルッキングに対する功績を讃えて、サー・トレヴァー・ブルッキング・スタンドと命名することを発表した。通常はアウェイサポーターが詰めかけるシートがあるスタンドであり、2009年にはミルウォールのサポーターが座席シートをウェストハムのサポーターに向かって投げる事件が起こったため、翌シーズン以降は衝突を回避することを目的としてサポーター間の距離を最低でも30ヤード以上空けることとされ、ミルウォールサポーターはスタンド上段に隔離さるようになった。2016-17シーズンよりロンドン・スタジアムへ移転することになっているが、スタンドの名称はそこでも使用されることになっている。